# فلاديمير أندرييف
فلاديمير أندرييف (بالروسية: Владимир Васильевич Андреев)‏ هو منافس ألعاب قوى روسي، ولد في 7 سبتمبر 1966 في يامانشورينو في روسيا.

## وصلات خارجية
- فلاديمير أندرييف على موقع الاتحاد الدولي لألعاب القوى (الإنجليزية)
- فلاديمير أندرييف على موقع أوليمبيديا (الإنجليزية)